# 菱刈隆豊
菱刈 隆豊（ひしかり たかとよ）は、戦国時代から江戸時代前期にかけての武将。

## 略歴
菱刈氏は大隅国の国人。隆豊の家系はその庶流。
菱刈重昌の子として誕生。父・重昌は菱刈宗家に仕えていたが、永禄12年（1569年）に相良氏と共に籠城していた大口城が島津氏に攻められ降伏し、菱刈宗家の嫡子・菱刈重秀が島津氏の人質（成長後はその家臣）となる一方で、隆豊の家系は相良氏に仕えた。その後、相良氏が島津氏に従属すると、天正13年（1585年）に大友氏攻めに赴く島津義弘により、岡本頼氏・内田伝右衛門と共に所望され、その騎下に加わって各地を転戦し武功を上げた。
天正15年（1587年）豊臣秀吉による九州平定の際、相良氏は深水長智の機転で秀吉に降伏する。その際、隆豊は主君・相良頼房や犬童頼安らと共に日向国の島津陣営にあったが、頼房始め相良の将全員が島津陣営を去ろうとする中、隆豊のみは義弘との主従の約束を違えないよう、自ら相良家の名代として島津家に仕え続ける決断をした。但し、相良氏への忠節は変わらないとの意味で、自身の室と子・満亀（後の将監）を人質として相良領へ置いた上で、義弘に従い薩摩国に入った。
それ以後も義弘に忠節を尽くし、文禄・慶長の役が起こると文禄3年（1594年）6月に主従4人と共に自力で渡海して武功を上げ、慶長2年（1597年）2月に手負いと成り帰国した際に300石を賜る。同年7月に主従5人を率いて再び渡海、泗川の戦いでも武功を上げている。慶長5年（1600年）の関ヶ原の戦いにも参加し、その退却戦でも功をなした。
慶長16年（1611年）、島津家臣となっていた菱刈宗家・菱刈重秀が、島津義久死去の際に殉死の代わりに手の小指を切って義久の棺に納めたが、重秀はその傷が元で死去する。重秀には後継が無く、隆豊は後継が決まるまで宗家の家督代となり、留守藤景の次男・重栄が菱刈宗家を継ぐまで務めあげた。その後は自ら島津家を辞して相良家へ帰参し、元和年間に人吉にて病死した。
実子は、相良側に残した将監のほかに、島津側で娶った室との間に誕生した重種がいる。将監は後に人吉藩2代藩主・相良頼寛の家老となり、重種は薩摩藩2代藩主・島津光久に仕え大口諸士の衆頭となった。